# Шевченко Денис Сергійович
Денис Сергійович Шевченко (нар. 3 квітня 2003, Кривий Ріг, Україна) — український футболіст, півзахисник клубу «Кривбас».

## Ігрова кар'єра

### Клубна
Уродженець Кривого Рогу Денис Шевченко почав займатися футболом у своєму рідному місті. Згодом він приєднався до футбольної академії донецького «Шахтаря». В основі „гірників“ Денис не провів жодного матчу, граючи переважно за дублюючий склад.
Влітку 2021 року Шевченко підписав контракт з клубом «Кривбас», разом з яким вийшов до Прем'єр - ліги. Першу гру в новій команді Денис провів 22 серпня 2022 року.

### Збірна
У 2018 році Денис Шевченко зіграв один матч у складі юнацької збірної України (U-15).